# الفارس الأسود: الرجل الذي يحرسني
الفارس الأسود: الرجل الذي يحرسني (بالكورية: 흑기사)؛ هو مسلسل تلفزيوني كوري جنوبي من بطولة كيم راي وون، شين سي كيونج، سيو جي-هاي وتشانغ مي-هي. عرض المسلسل على شبكة كي بي اس 2 في 6 ديسمبر 2017.

## روابط خارجية
الفارس الأسود: الرجل الذي يحرسني على موقع IMDb (الإنجليزية)
- الفارس الأسود: الرجل الذي يحرسني على موقع نتفليكس (الإنجليزية)
- الفارس الأسود: الرجل الذي يحرسني على موقع ليتربوكسد (الإنجليزية)
- الفارس الأسود: الرجل الذي يحرسني على موقع كينوبويسك (الروسية)
- الفارس الأسود: الرجل الذي يحرسني على موقع قاعدة بيانات الفيلم (الإنجليزية)